# Kristvalla församling
Kristvalla församling är en församling som tillhör Nybro pastorat, Stranda-Möre kontrakt i Växjö stift inom Svenska kyrkan i Nybro kommun.
Församlingskyrka är Kristvalla kyrka.

## Administrativ historik
Församlingen bildades 14 oktober 1656 genome en utbrytning ur Förlösa församling och Dörby församling. Denna församling bildade eget pastorat till 1962 då den bildade pastorat med Madesjö församling för att 1995 ingå i Bäckebo pastorat. Från 2010 ingår församlingen i Nybro pastorat.

## Series pastorum
| Ämbetstid              | Namn                             | Levnadstid             |
| 1657–1663              | Olaus Johannis Revallius         | d. 1663                |
| 1663–1696              | Georg Swebilius                  | 1635–1696              |
| 1696–1715              | Nicolaus Montelius               | d. 1733                |
| 1715–1741              | Nils Durenius                    | 1687–1741              |
| 1742–1770              | Ingo Durenius                    | 1713–1772              |
| 1770–1785              | Daniel Montelius                 | 1739–1810              |
| 1786–1805              | Hans Peter Hultmark              | 1746–1805              |
| 1808–1809              | Fredrik Elfström                 | 1757–1817              |
| 1809–1821              | Carl Sabelström                  | 1770–1821              |
| 1823–1826              | Anders Sjöstrand                 | 1768–1826              |
| 1829–1845              | Jonas Fagenström                 | 1778–1845              |
| 1846–1850              | Nils Granlund                    | 1787–1850              |
| 1854–1871              | Johan Peter Sellergren           | 1804–1877              |
| 1871–1884              | Lars Gustaf Dahlström            | 1827–1912              |
| 1885–1898              | Carl Olof Nyström                | 1850–1933              |
| 1898–1911              | Alfred Ferdinand Lindblom        | 1856–1944              |
| 1911–1918              | Emil Emanuel Möllerberg          | 1859–1928              |
| 1918–1921              | Johan Theodor Severin Blomstrand | 1860–1921              |
| 1923–1941              | Knut Konrad Broberg              | 1867–1943              |
| 1941–(åtminstone 1947) | Astolf Ragnar Leander Olofsson   | 1909–(åtminstone 1947) |

## Klockare och organister
| Period    | Namn             | Levnadstid | Övrigt                         |
| --------- | ---------------- | ---------- | ------------------------------ |
| 1690      | Sven Danielsson  |            | Klockare.                      |
| 1740      | Måns Abrahamsson |            | Klockare.                      |
| 1787–1802 | Nils Rosvall     | 1744–      | Klockare.                      |
| 1820–1837 | J. M. Fröling    | 1786–1837  | Klockare.                      |
| 1839–1850 | A. M. Lindh      | 1815–      | Klockare, organist och kantor. |